# ムーラン・ド・ラ・ギャレット
ムーラン・ド・ラ・ギャレット（Moulin de la galette）は、フランスのモンマルトルに存在した「ギャレット（ガレット）の風車」の名を持つダンスホールである。ムーラン・ドゥ・ラ・ギャレットとも表記する。

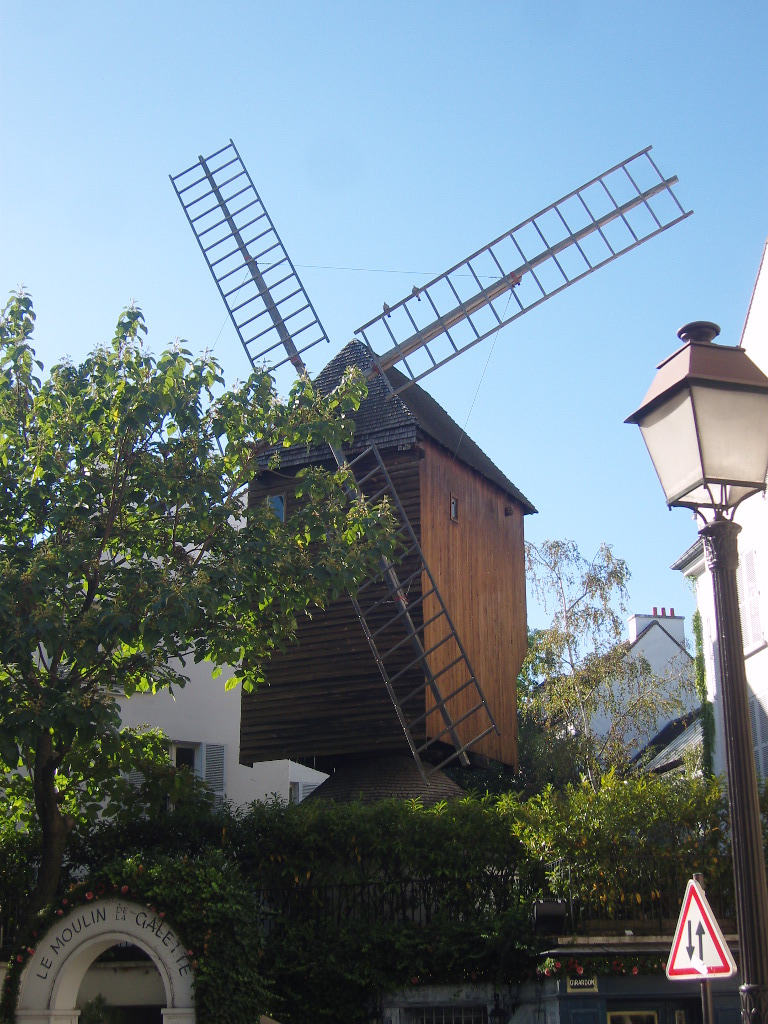

## 概要
元々はナポレオンが没落した1814年に、モンマルトルの人々が外国軍（第六次対仏大同盟軍）に対して抵抗活動をするための根拠地であった。しかし第二帝政時代に田舎造りのダンスホールに改造された。その後も建物自体は存続しているものの、20世紀初期に改装工事が行われ、大ホールが建てられたため、当時の風車小屋の名残をとどめているのは入口のみである。
ここには労働者や洋裁店の女性店員、お針子、モデル、多くの画家も集まった。さらに後の時代にはフランシス・カルコやローラン・ドルジュレスによって物語が創作された。
ダンスホールの建物はフレンチレストラン「Le Moulin de la Galette」となっている。

## ムーラン・ド・ラ・ギャレットを題材とした作品

ルノワールによる絵画『ムーラン・ド・ラ・ギャレットの舞踏会』 1876年 オルセー美術館所蔵
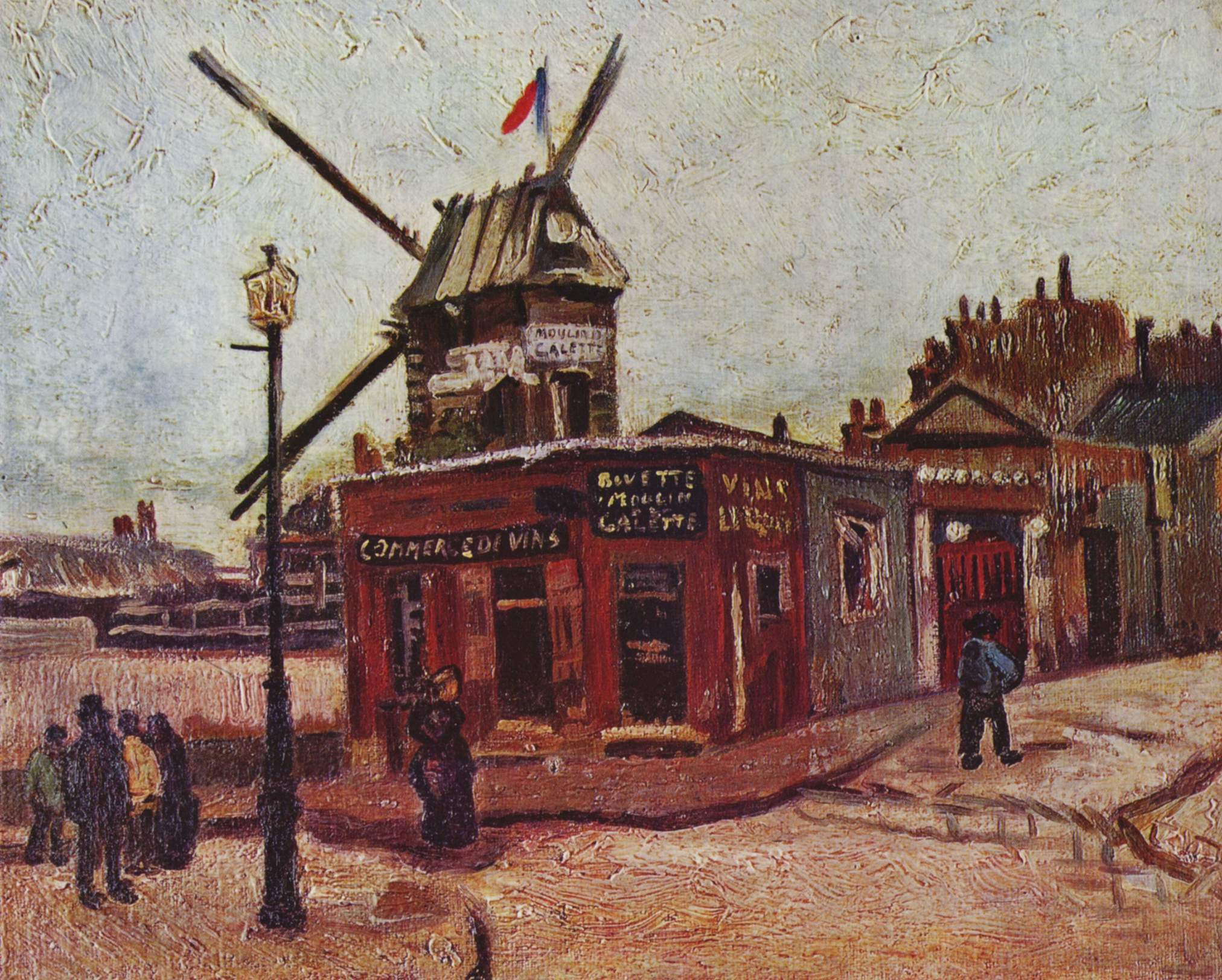
ゴッホによる絵画『ムーラン・ド・ラ・ギャレット』 1886年 ベルリン新美術館所蔵

- トゥールーズ＝ロートレックによる絵画『ムーラン・ド・ラ・ギャレットにて』1891年頃 ポーラ美術館所蔵
- ピカソによる絵画『ムーラン・ド・ラ・ギャレット』1900年 グッゲンハイム美術館所蔵[2]
- ユトリロによるポショワール『霊感の村より「ムーラン・ド・ラ・ギャレット」』　1950年
- ユトリロによるリトグラフ『ムーラン・ド・ラ・ギャレット』
- ユトリロによるリトグラフ『ムーランドラギャレット』1955年